# San Sebastián (Comayagua)
San Sebastián é uma pequena cidade hondurenha do departamento de Comayagua.
A cidade tinha 3 mil habitantes no ano de 2020, sendo uma das menores do país. Fica a 23 quilômetros da cidade de Comayagua e a 54 da capital nacional, Tegucigalpa.